# Cunonia montana
Cunonia montana là một loài thực vật có hoa trong họ Cunoniaceae. Loài này được (Brongn. & Gris) Schltr. mô tả khoa học đầu tiên năm 1906.